# Shootfighter 2 - Lo scontro finale
Shootfighter 2 - Lo scontro finale (Shootfighter II) è un film del 1996 diretto da Patrick Allen; è il sequel del primo film Shootfighter - Scontro mortale.

## Trama
Una banda di malviventi di Miami, capeggiati dal losco Lance Stuart, viene costretta a correre ai ripari quando il sergente Grey, ufficiale della polizia, voglioso di vendicare la morte del figlio, assolda un team di combattenti, i Shootfighters, mettendo così a ferro e fuoco la città.